# Rhinagrion elopurae
Rhinagrion elopurae là loài chuồn chuồn trong họ Megapodagrionidae. Loài này được McLachlan in Selys mô tả khoa học đầu tiên năm 1886.